# Exposició Universal de Saint Louis (1904)
L'Exposició Universal de Saint Louis, també anomenada Louisiana Purchase Exposition, va ser una Exposició Universal que va estar coordinada per la Louisiana Purchase Exposition Company i el Govern dels Estats Units, i que va tenir lloc del 30 d'abril a l'1 de desembre de 1904, a Saint Louis, Missouri, Estats Units.
L'exposició va ocupar al voltant de cinc-centes hectàrees en el, avui dia, Forest Park i va ser l'exposició més gran celebrada fins llavors. Va haver-hi uns 1500 edificis connectats mitjançant 120 km de camins. Es deia que era impossible fer un cop d'ull ràpid en menys d'una setmana. La mostra va ser visitada per un total de 19 694 855 persones.
George Kessler, que va dissenyar molts parcs urbans a Texas i el Mitjà Oest dels Estats Units, va realitzar el disseny de l'exposició.
Van acudir a la mostra 60 països, el govern dels Estats Units i 43 dels llavors 45 estats dels EEUU. També van acudir a la mostra destacades indústries, ciutats, organitzacions privades i corporacions, companyies de teatre i escoles de música. "El Lucio" era el centre d'entreteniment de la mostra.
L'any 2004 es va celebrar a Saint Louis una exposició en commemoració del centenari de l'Exposició Universal, en la qual es podien veure records i artefactes de l'esdeveniment.

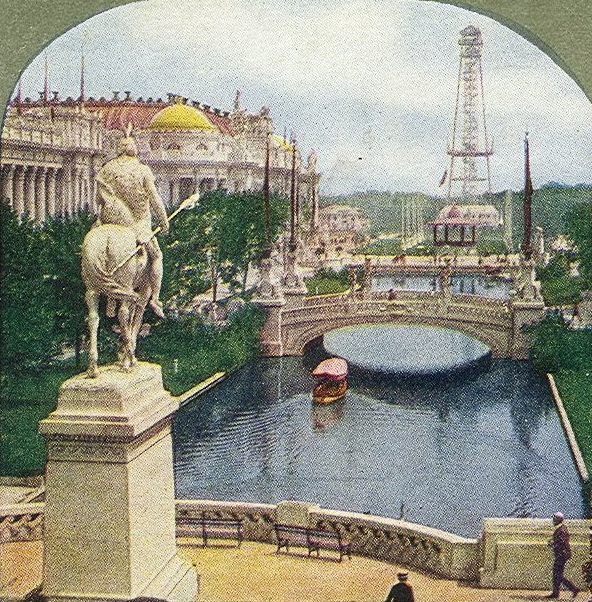
"Est del Llac, amb els palaus de la Manufactura i l'Educació"
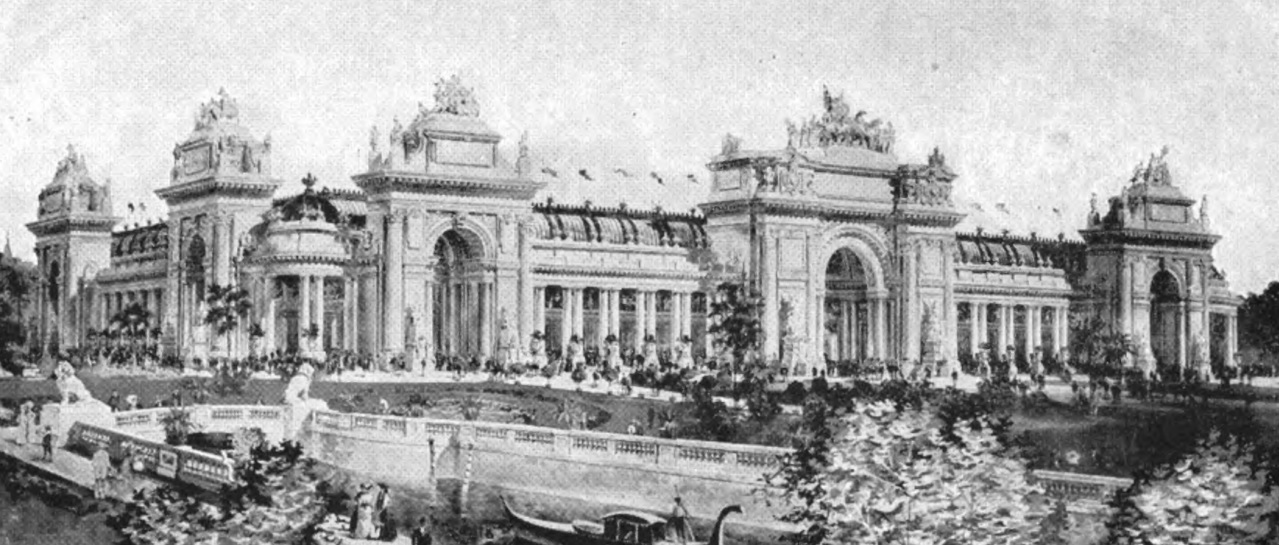
Palau de leas Arts Lliberals, 1904

## Exposició

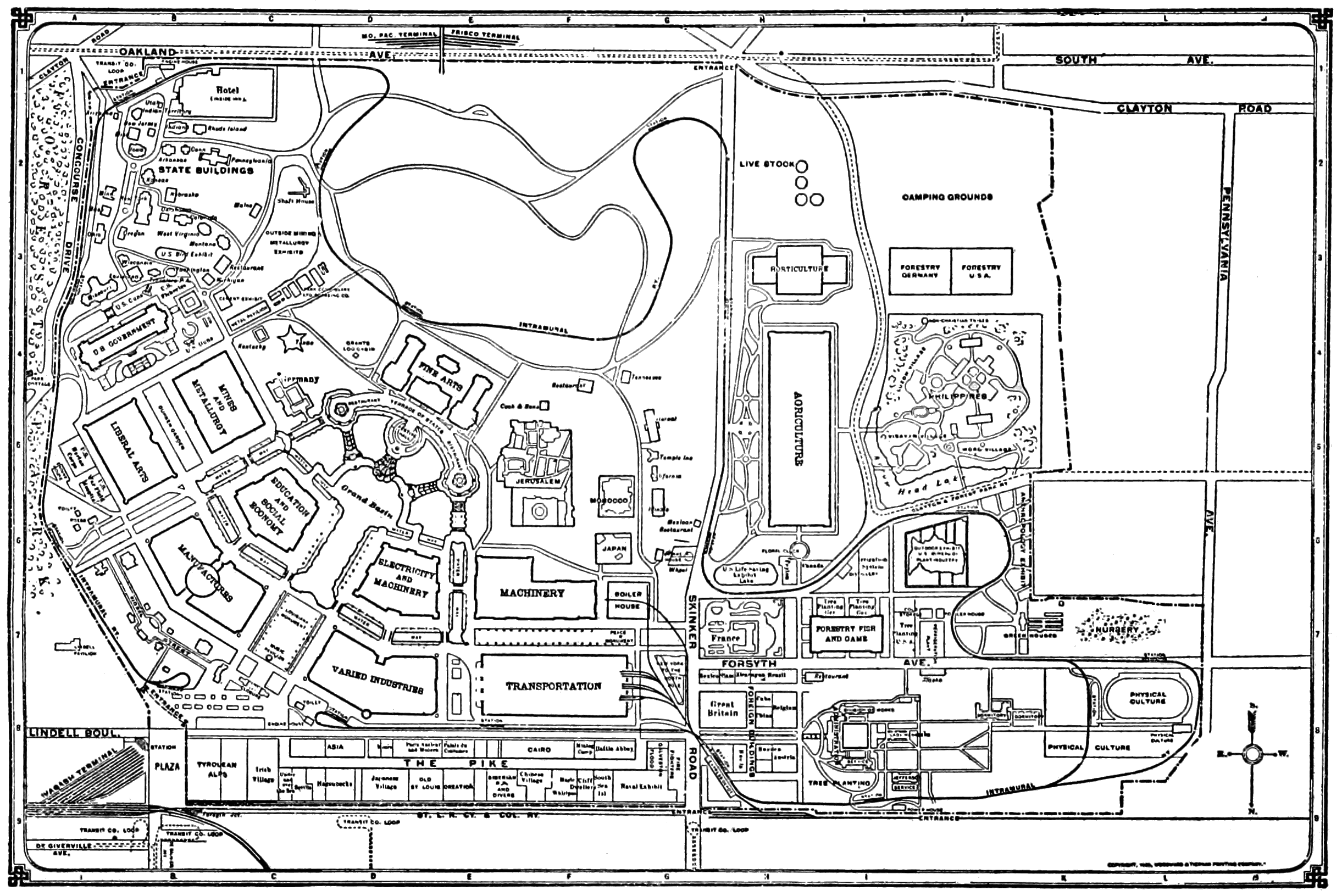
Plànol de l'Exposició

### Inauguració
El president de l'Exposició, David R. Francis, va presidir la inauguració oficial de la mostra a la plaça de Sant Louis. El president Theodore Roosevelt va enviar via telègraf des de Washington DC, l'ordre d'obrir la mostra.
Gairebé 200.000 persones van acudir aquell 30 d'abril de 1904 a la inauguració de la mostra. El treball dur dels organitzadors, de comerciants i dels treballadors va ser recompensat amb un dia assolellat. Molts negocis locals es van tancar per donar als seus empleats l'oportunitat de presenciar la cerimònia d'obertura.

### Edificis

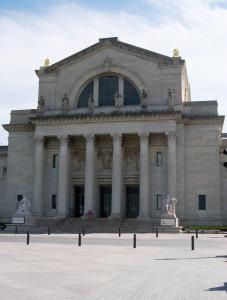
El Palau de Belles arts en l'actualitat.

Com a l'Exposició Mundial Colombina de Chicago, totes les construccions excepte una, que era neoclàssica, eren de l'estil propi de l'època en la qual es va realitzar la mostra. Els edificis van ser construïts amb un material anomenat staff, una barreja de guix, de fibres de cànem i escaiola. Com a Chicago, els edificis i les estàtues es van deteriorar visiblement durant els mesos en els quals va durar la fira.
El Palau de Belles Arts va ser dissenyat per l'arquitecte Cass Gilbert. Dins del palau destacava una magnífica tribuna basada en les termes de Caracal·la. Avui dia és el Museu d'Art de Sant Louis.
L'edifici d'administració de l'exposició és ara el "Brooking Hall", que és la part més significativa del campus de la Universitat Washington a Saint Louis. Una còpia d'aquesta construcció va ser erigida a la Universitat Nord-oest de l'Estat de Missouri, fundada en 1905 a Maryville (Missouri).
Alguns immobles del bulevard Lindell, situat al nord del Forest Park, van sobreviure a l'exposició. Un d'aquests edificis va ser triat per albergar la residència del bisbe de l'arxidiócesis de Sant Louis.

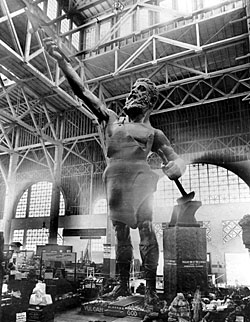
L'estàtua de Vulcà en 1904.

La ciutat de Birmingham, Alabama, va construir una estàtua de ferro colat del déu romà Vulcà, que va ser exposada en el Palau de Mines i Metal·lúrgia.
L'exposició va comptar amb l'orgue més gran al món per aquell temps, construït per una empresa d'òrgans musicals de Los Angeles. Després de l'exposició va ser guardat en un magatzem i més tard va ser comprat per John Wanamaker per exposar-ho a la seva nova tenda a Filadèlfia.
Completat en 1913, el monument del memorial a Jefferson va ser construït prop de l'entrada principal de l'exposició, en l'encreuament dels carrers Lindell i DeBalivere. Aquesta construcció es va dur a terme amb els beneficis de la fira, amb intenció de commemorar a Thomas Jefferson, qui va iniciar la compra de Louisiana. A més, també va ser construït per emmagatzemar els registres i arxius de l'exposició. Avui dia és l'emplaçament del Museu d'Història de Missouri.

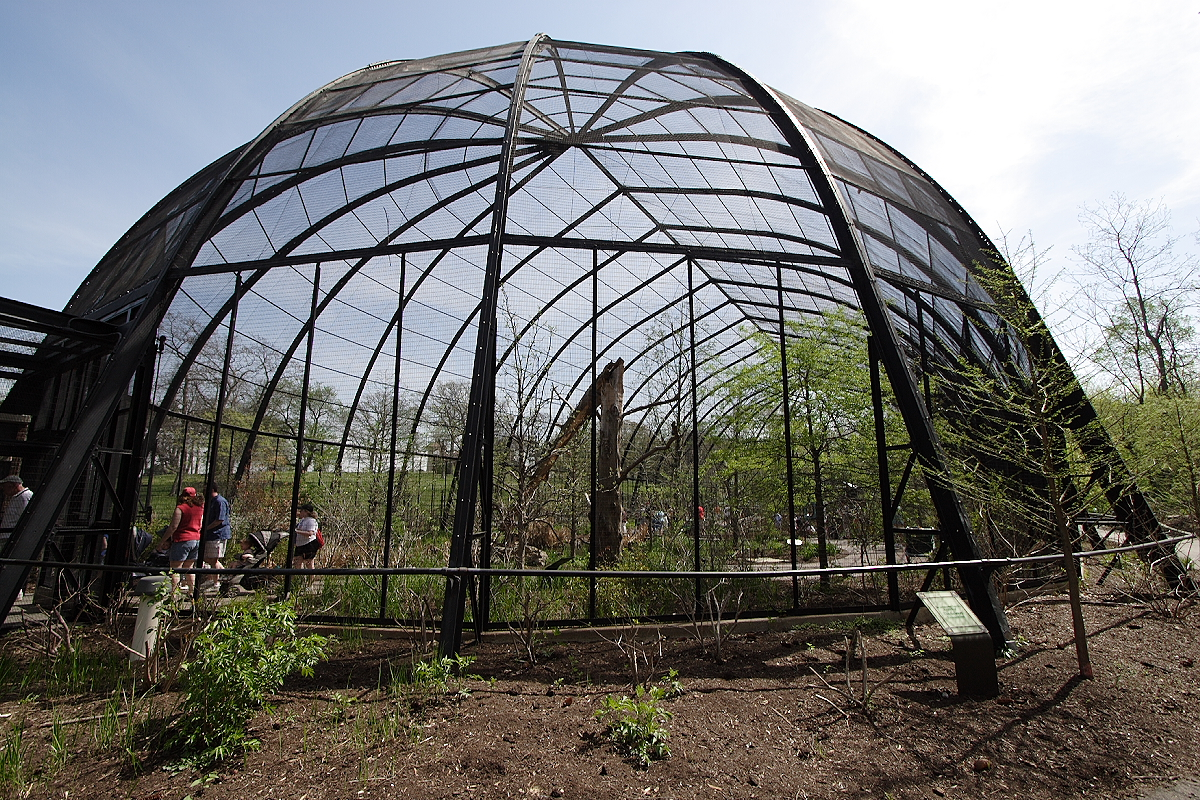
L'aviari en l'actualitat.

La Smithsonian Institution va construir un aviari que formava part de l'exhibició del govern dels Estats Units en la mostra. La Smithsonian volia emportar-se l'aviari a Washington DC. quan acabés l'exposició, però els ciutadans de Saint Louis van decidir comprar l'aviari per 3500 dòlars. Aquest aviari encara es pot observar al Parc Zoològic de Sant Louis.
La Model Street va ser un carrer dissenyat per mostrar idees als alcaldes i als ciutadans i així millorar la seva comunitat.
La Model Street va incloure edificis localitzats al voltant d'un Ajuntament. Les ciutats que van tenir un immoble en representació seva van ser: Nova York, Sant Francisco, Kansas City, Boston, Buffalo, Minneapolis i Saint Paul. A més dels edificis van incloure un hospital, una guarderia, una biblioteca, una escola, un museu i un casino. Una altra atracció del carrer va ser un pati de jocs que va ser utilitzat per més de 7000 nens al llarg de la mostra.

#### Edificis dels estats d'EEUU.
L'edifici de l'estat de Washington va ser un dels més interessants de la mostra des del punt de vista arquitectònic. Arribava als 30 metres d'altura el que proporcionava als visitants unes magnífiques vistes.

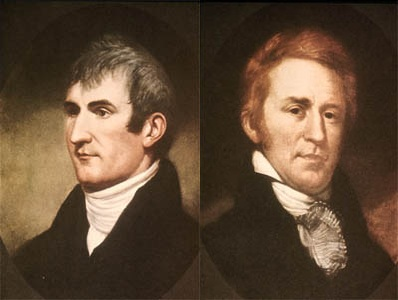
Lewis i Clark.

Un altre estil arquitectònic, el de missió espanyola, va ser usat en les construccions estatals de Dakota del Sud i Idaho.
L'estat d'Oregon centro la temàtica del seu edifici en la història de l'expedició de Lewis i Clark.
Els funcionaris de l'estat de Colorado van preparar projectes per a una instal·lació, però aquesta mai va ser construïda. En el seu lloc es van realitzar diverses exhibicions.
L'estat de Nova York tenia un restaurant al qual només podien accedir els nascuts allí. El restaurant disposava de l'ús d'electricitat, la qual cosa fou una de les grans innovacions de la mostra.
Els clients gaudien d'una vista encantadora i disposaven de "menjar ràpid". El restaurant usava estufes elèctriques que feien possible aconseguir pollastre rostit en "només" 14 minuts.

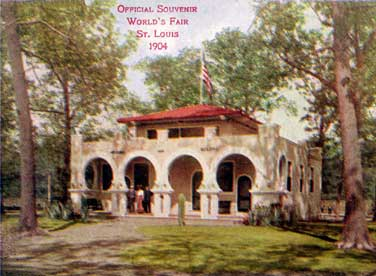
Edifici d'Arizona.

En 1904, Arizona era encara un territori dels Estats Units visitat per unes poques persones. Això va fer que l'edifici d'Arizona tingués un interès especial. Aquesta construcció va ser dissenyada amb un estil arquitectònic de missió espanyola.
Tant l'edifici de Mississipi com el de Tennessee eren d'estil meridional. L'immoble de Mississipi va ser construït per reproduir "Beauvoir", l'última casa de president de la Confederació, Jefferson Davis. Les seves àmplies galeries i portes donaven la benvinguda als visitants. L'edifici de Tennessee va ser adaptat del disseny de l'Ermitage, la casa del President Andrew Jackson. La neta de Jackson, a l'edat de 76 anys, va actuar com hostalera de l'edifici.
Diversos estats de la secció del sud-oest dels EUA. van participar en la mostra. Els seus edificis es van dissenyar per mostrar l'arquitectura pròpia de cada estat. En moltes de les construccions també van destacar artefactes que reflectien la història, el comerç i la geografia de l'estat. L'edifici de Califòrnia era una rèplica d'un immoble d'una missió franciscana. El jardí estava situat en el terrat, on també es trobava un restaurant, molt popular, i va estar ple de plantes originàries d'aquell estat.

Segell de Texas, on es pot veure l'estel de cinc puntes.

L'estat de Texas va presentar un edifici que va ser dissenyat amb la forma d'un estel de cinc puntes, el símbol de l'estat.
Tots els estats del nord-est dels Estats Units van tenir el seu edifici en la mostra excepte Delaware. Una persona que visités les instal·lacions de l'estat de Maine podia veure un pavelló de caça construït amb troncs de les pinedes de l'estat i xemeneies construïdes de roques procedents també d'allí. L'edifici de l'estat de Connecticut era una reproducció d'una mansió colonial de Nova Anglaterra. Els visitants podien observar una sèrie de mobles d'estil colonial. Entre ells es trobava l'escriptori Chippendale de 1765 i la cadira usada per George Washington al Primer Congrés Continental. L'estat de Massachusetts va presentar un immoble en el qual es combinaven l'estil colonial amb molts altres trets d'interès històric. L'edifici de l'estat de Nova Jersey era una reproducció de la Casa Ford, lloc on George Washington va residir durant la Guerra d'independència dels Estats Units.

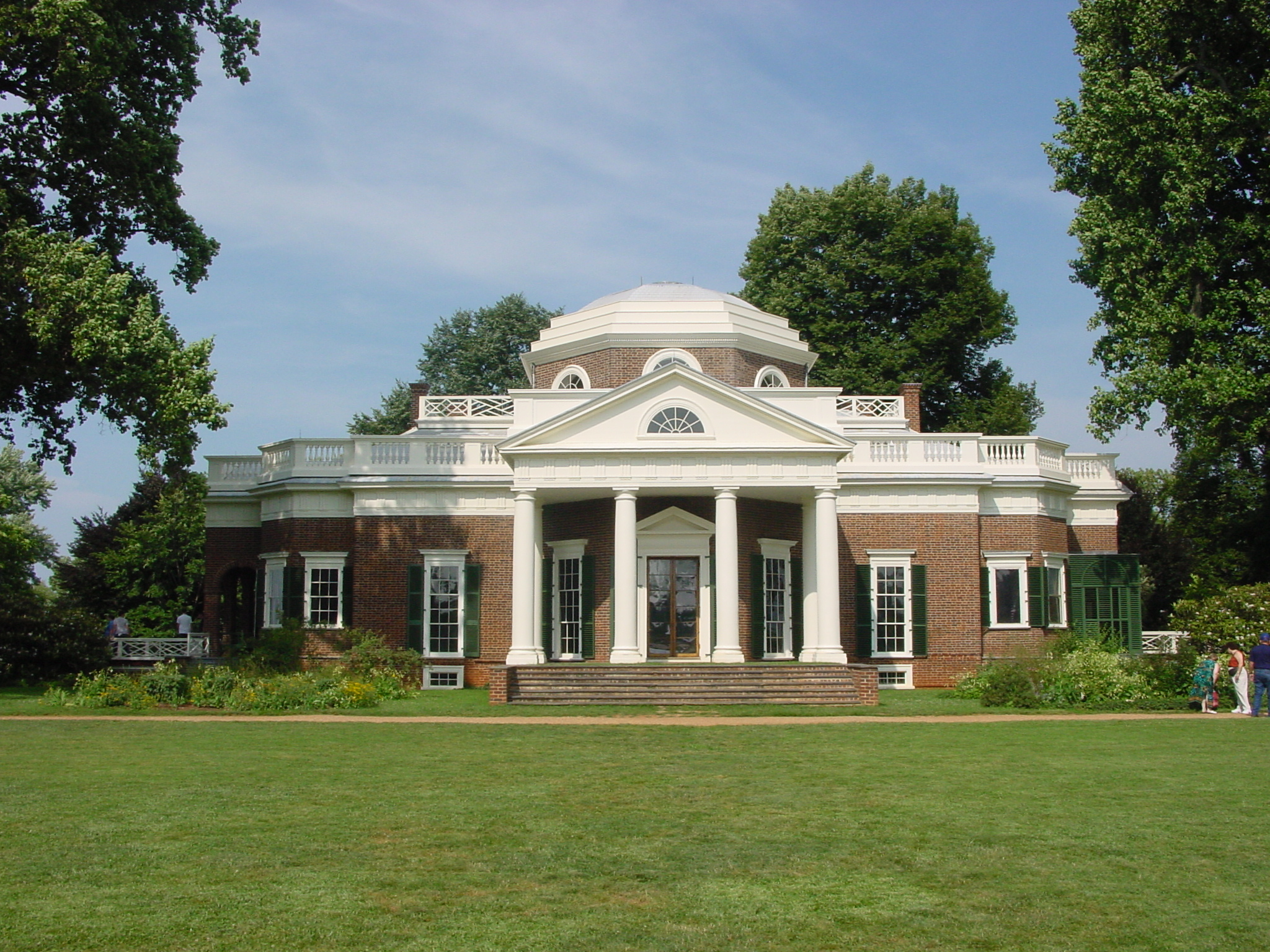
El Monticello.

L'estat de Virgínia va presentar un pavelló que era una reproducció del Monticello de Thomas Jefferson. L'edifici de l'estat de Pennsilvània presumia d'un gran dom quadrat amb uns preciosos pòrtics. El 8 de juny, Dia de la Campana de la Llibertat, es va celebrar instal·lant la campana en aquest edifici. La campana va abandonar la mostra el 16 de novembre.
L'estat de Wisconsin va construir un immoble que va ser guardonat amb un piano en ser triat el model a seguir pels edificis estatals construïts en la mostra.
El pavelló de l'estat de Minnesota va rebre milers de visitants procedents d'allí durant l'exposició.
L'estat d'Ohio va presentar una construcció que tenia una oficina de correus per als procedents de l'estat. Els visitants de l'immoble d'Indiana podien passejar pels jardins i després menjar en el saló de te de l'edifici.

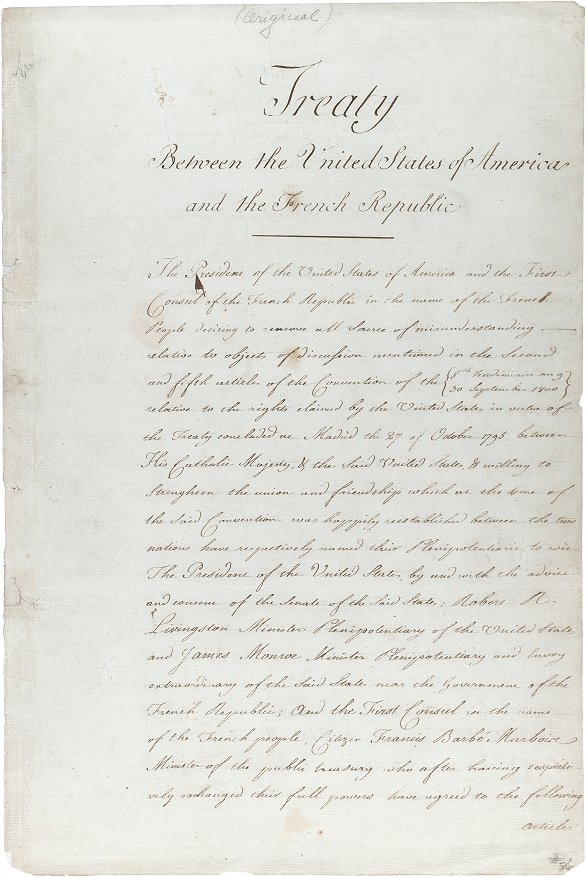
Imatge del tractat de la Compra de Louisiana.

Un altre tret de les construccions dels estats de la part central dels EEUU és que incloïen grans figures de bronze d'herois de la Guerra Civil dels Estats Units, com als edificis de Iowa i Kansas.
L'edifici de Louisiana proporcionava als visitants l'oportunitat d'experimentar el moment de la signatura del tractat de la Compra de Louisiana. L'immoble era una recreació del Cabildo de Nova Orleans, el lloc en el qual es va signar el tractat. Tenia la mateixa grandària que l'original. Perquè tingués un major realisme, les portes i el terrat del Cabildo van ser transportades a Saint Louis i es van incorporar en les respectives parts de l'edifici. L'escriptori en el qual es va signar el tractat també estava en aquest edifici.
L'immoble de l'estat de Missouri va ser dissenyat per ser una estructura permanent, però es va incendiar el 18 de novembre de 1904, i com la fira gairebé havia acabat, no va ser reconstruït. Després de l'exposició, el museu de l'Exposició Universal va ser construït sobre l'emplaçament de l'edifici de Missouri. L'arquitecte de l'edifici va ser Isaac S. Taylor. Al centre de l'immoble es trobava una gran cúpula daurada. L'edifici comptava a més amb un sistema de refrigeració.

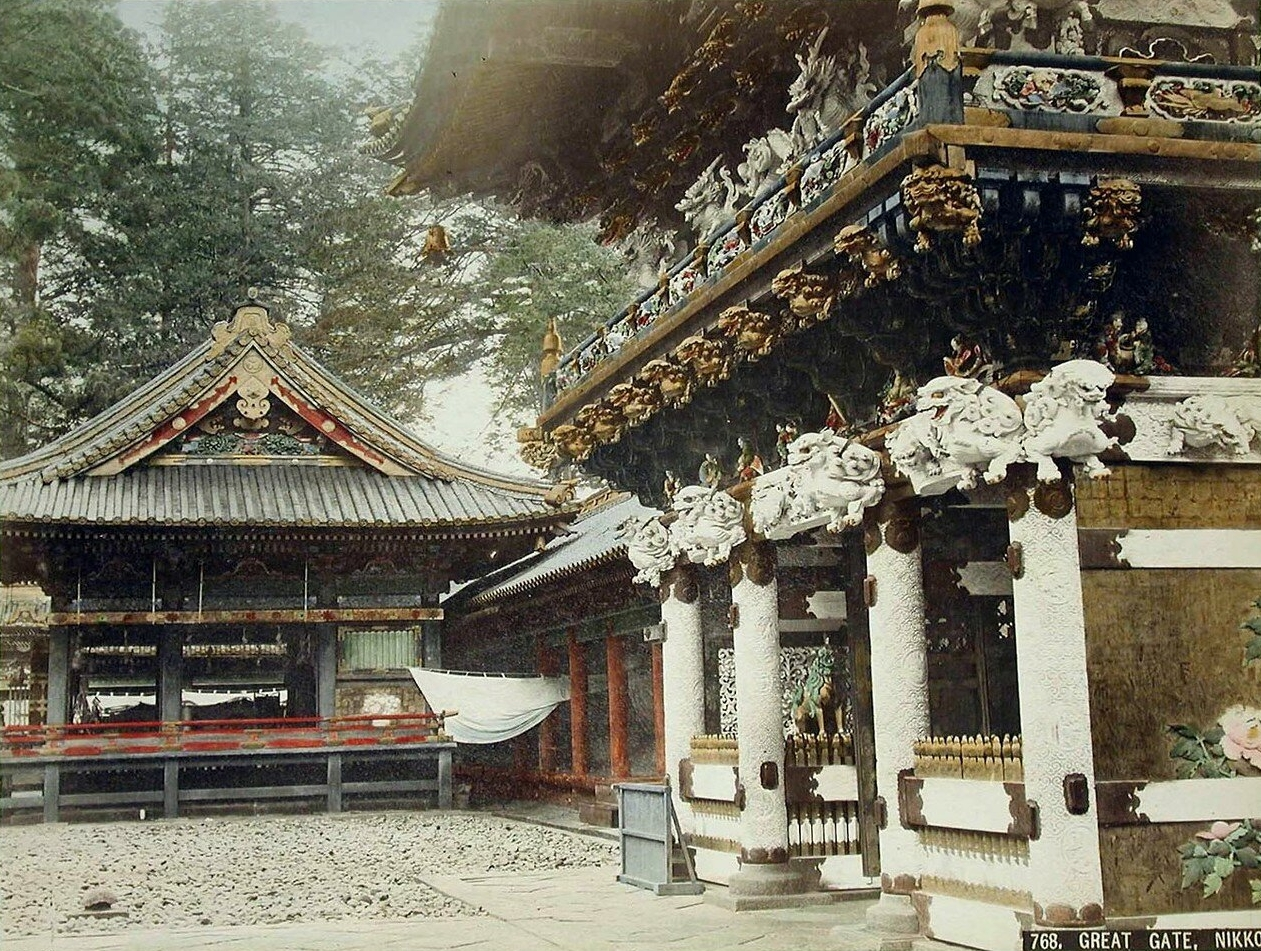
Imatge del Santuari de Nikko.

#### Edificis d'altres països
Pavelló del Japó
L'edifici del Japó estava situat en el Lucio. L'entrada del pavelló destacava amb 30 metres d'altura. Aquesta era una rèplica de l'entrada del santuari de Nikko, que està a uns cent vint-i-vuit km de Tòquio.
Dins de l'edifici els visitants podien trobar cases de te i restaurants, tendes amb mercaderies japoneses i un teatre japonès.
Però l'atracció més gran de l'edifici del Japó era el seu jardí. Algunes plantes i arbres d'aquest jardí provenien del jardí de l'Emperador. L'edifici va ser construït per artesans japonesos que van usar materials portats del Japó.
Pavelló de l'"Àsia Misteriosa"
L'edifici de l'"Àsia Misteriosa" també estava localitzat en el Lucio. Una reproducció de la façana del Taj Mahal era el principal focus d'atenció d'aquest pavelló.
El pavelló incloïa basars de l'Índia, de Ceilan (actualment Sri Lanka) i d'altres diversos països asiàtics. Tots els productes exposats en els basars podien ser adquirits.
Pavelló d'Espanya

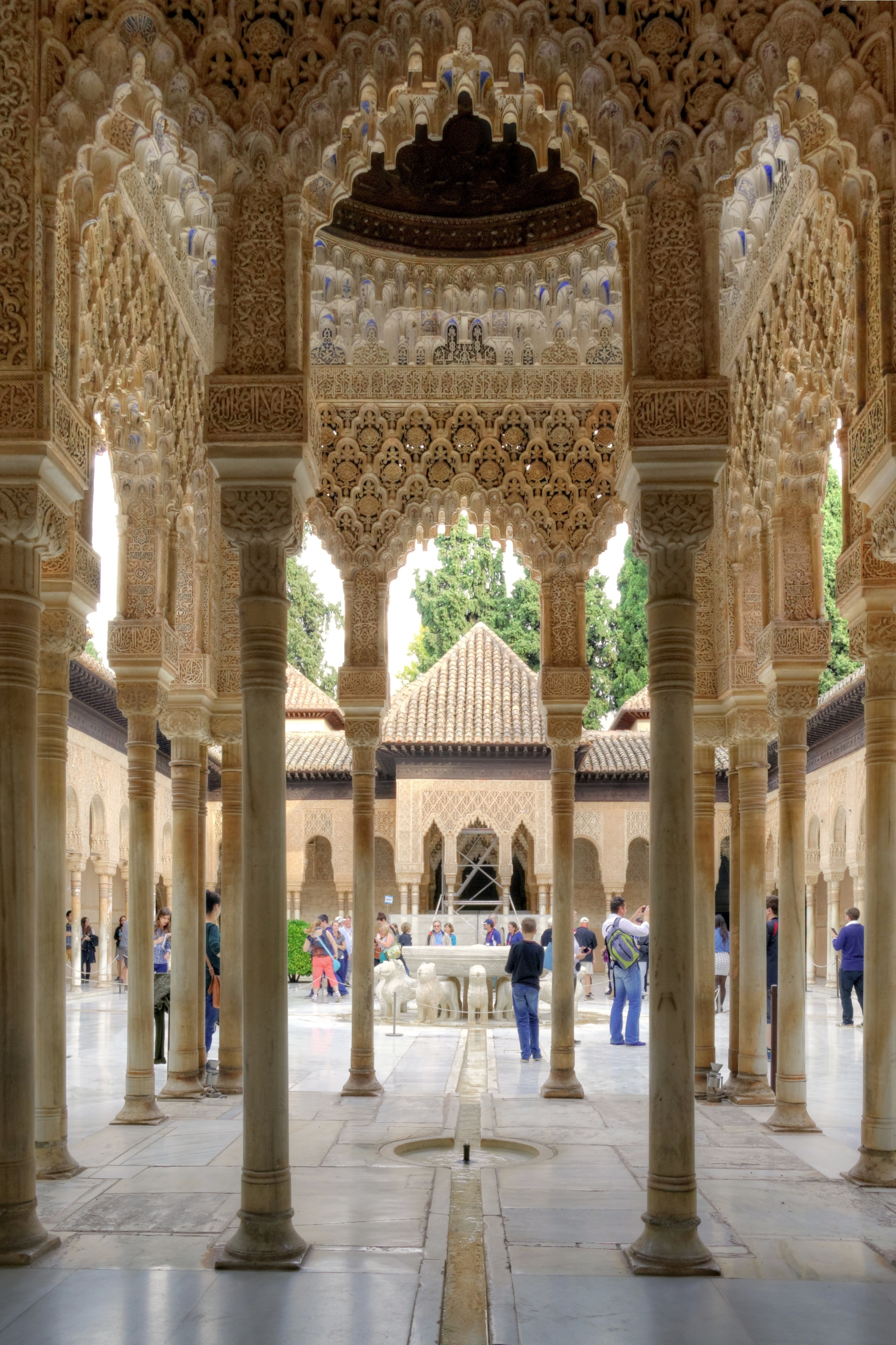
Imatge del Pati dels Lleons.

El conjunt d'edificis d'Espanya estaven també situats en el Lucio i contenien reproduccions del Pati dels Lleons de l'Alhambra, de la plaça del mercat de Triana i de la mateixa Alhambra de Granada.
Els visitants també podien gaudir d'exhibicions de ballarines espanyoles, d'una correguda de toros mecànica i de la gastronomia espanyola. Per accedir al recinte d'Espanya calia pagar 25 centaus.
Participació no oficial de Rússia
El govern rus va decidir no participar en la mostra quan els objectes que s'anaven a exhibir ja havien arribat a Saint Louis.
Els organitzadors de l'exposició van aconseguir que la seva petició, que alguns objectes fossin exposats, fos acceptada per part del govern rus. Un dels objectes que van permetre exposar va ser una reproducció del Transiberià.
Pavelló d'Alemanya

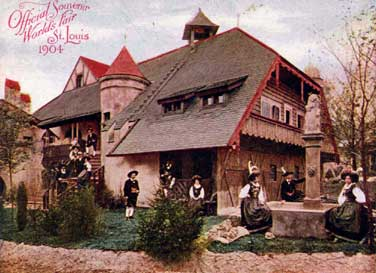
Imatge del poblet alemany.

El pavelló d'Alemanya era un poble dels Alps tirolesos coronats de neu. L'atracció dels Alps tirolesos oferia un magnífic paisatge i oferia als visitants que degustessin la gastronomia alemanya. Castells alpins, cases amb teulades punxegudes i esglésies envoltaven als grups de camperols que cantaven cançons tiroleses. L'hotel Saint Louis Inn formava part d'aquesta atracció.
Pavelló de la Xina
El pavelló xinès era una reproducció del palau d'estiu del príncep Pu Lun a Pequín. Va ser construït per parts a la Xina i posteriorment va ser portat a Saint Louis. El pavelló era luxós, amb una entrada amb adorns escarpats i una pagoda.
El príncep xinès, Pu Lun, va visitar la mostra i va donar el pavelló i el seu contingut al president de l'exposició. Part del mobiliari se segueix conservant a la Universitat de Washington a St. Louis.
Pavelló de França

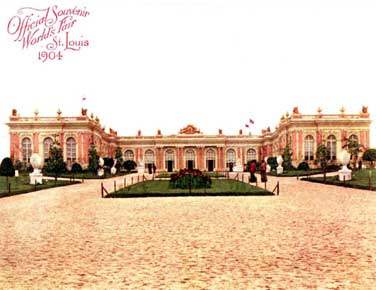
Pavelló francès.

El pavelló francès va ser inaugurat el 16 de maig de 1904 al so de la Marsellesa, tocada per la banda de John Philip Sousa. Al llarg de la mostra, aquest edifici va ser utilitzat pels diplomàtics francesos per celebrar banquets i festes.
Aquest pavelló era una reproducció del palau de Versalles. Els visitants podien observar un floc de pèl de Napoleó, que es trobava en una urna de cristall.
Pavelló de Mèxic
Mèxic va presentar un pavelló que va ser inaugurat el 28 de maig de 1904. Mèxic va ser un dels països que primer va acabar la construcció del seu pavelló.
Aquest pavelló tenia una gran torre i un pati d'estil arquitectònic mexicà. A més, hi havia un jardí amb plantes típiques d'aquest país.
Va destacar, així mateix, la presència d'una dona empresària mexicana: Juana C. Romero; originària de Tehuantepec, Oaxaca va rebre un reconeixement en aquesta exposició mundial per la producció i qualitat de la seva indústria sucrera.
Pavelló d'Àustria

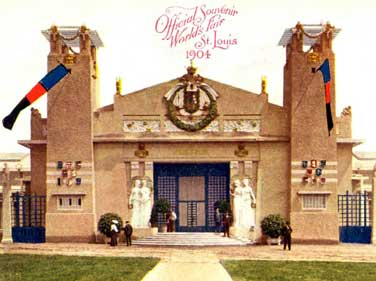
Pavelló d'Àustria.

Societats artístiques austríaques van enviar treballadors a la mostra perquè realitzessin el pavelló del seu país.
El pavelló va ser dissenyat per Ludwig Baumann. Els diplomàtics austríacs van realitzar recepcions a l'edifici. Theodore Roosevelt va visitar aquest pavelló.
Pavelló d'Itàlia
El pavelló d'Itàlia es va inaugurar el 6 de juny de 1904. Els visitants que accedien a aquest pavelló podien veure restes de Pompeia i art modern mentre escoltaven música típica italiana.
Pavelló de Bèlgica
El 18 de maig de 1904 va tenir lloc la inauguració del pavelló belga. L'edifici va ser construït a Anvers i posteriorment va ser portat a Saint Louis. Pintures de ciutats i províncies belgues decoraven els exteriors del pavelló.
Pavelló de l'Argentina
Encara que d'escassa grandària, el pavelló de l'Argentina va ser un dels de major bellesa arquitectònica de la mostra. El pavelló era una reproducció de la Casa Rosada, seu de l'executiu argentí.
Pavelló del Canadà
La cerimònia d'inauguració del pavelló canadenc va tenir lloc el 18 de maig de 1904. L'arquitecte canadenc Lawrence Fennings Taylor va dissenyar el pavelló amb l'estil gòtic de l'època d'Enric VII d'Anglaterra.

### El Lucio
El Lucio era la zona d'entreteniment de la mostra. En ell hi havia restaurants, exhibicions de diferents països i atraccions que podien ser gaudides des del matí fins a prop de les 11.00 de la nit. Al llarg del dia diverses companyies teatrals passaven pel Lucio per divertir a la munió.
L'entrada al Lucio costava de 10 a 25 centaus, i per a les atraccions especials calia pagar una entrada especial.
En el Lucio també hi havia exposicions científiques. En una d'aquestes mostres es podien veure a bebès en incubadores. Els bebès prematurs que naixien als hospitals propers a la mostra eren portats a ella. Cada bebè era col·locat en una incubadora i tenia una infermera personal. Aquesta era una de les atraccions per les quals calia pagar una entrada especial, costava 25 centaus.

### Sínia
La millor forma d'aconseguir una vista de tota l'exposició era pujant a una de les 36 cabines de la sínia de la mostra que s'elevaven fins a 75 metres. La capacitat màxima de la sínia era de 60 persones.
El seu inventor va ser George Washington Gale Ferris. La sínia de la mostra va aparèixer per primera vegada en l'Exposició Mundial Colombina de Chicago de l'any 1893. Aquesta sínia va ser traslladada de Chicago a Saint Louis mitjançant 175 vagons de tren.
En acabar l'exposició, la sínia va ser dinamitada. Anys després, es van trobar alguns trossos de la sínia en el Forest Park.

### Cascades
Una sèrie de cascades enviaven aigua des del Festival Hall fins al Gran Estany. Aquestes cascades eren il·luminades amb colors vius a la nit. Els adorns florals i les estàtues d'Isidore Konti donaven una gran bellesa al conjunt.
Les cascades eren tan espectaculars que els directors de la mostra van prendre la decisió de netejar les seves aigües, ja que les aigües de Sant Louis solien ser fangoses i no cristal·lines.
El ragtime era la música que sonava habitualment en l'exposició. Scott Joplin va escriure Les Cascades expressament per a la fira. Joplin es va inspirar en les cascades del gran estany de l'exposició.

### Productes innovadors
Un gran nombre de nous productes d'alimentació inventats en la fira van ser molt consumits. L'aliment més consumit consistia en un gelat que tenia un con semblant a un gofre, que es va vendre per primera vegada durant la fira. Altres productes molt consumits van ser l'hamburguesa i el frankfurt (tots dos productes d'alimentació tradicional alemanya), la mantega de cacauet, el pontxe crema, el te gelat, i el cotó de sucre. És probable que aquests aliments fossin introduïts en la fira per aconseguir més visitants i popularitzar la mostra. La beguda Dr Pepper també va ser presentada per primera vegada als consumidors nord-americans en l'exposició. Els amos de Doumar's Cones i BBQ, empreses procedents de Norfolk, Virgínia, van vendre els primers cucurutxos de gelat en l'Exposició Universal de Sant Louis.

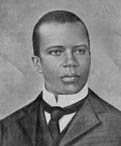
Scott Joplin.

## Jocs Olímpics de 1904
L'Exposició va acollir els Jocs Olímpics de Saint Louis de 1904, que van ser les primeres olimpíades celebrades als Estats Units. Al principi havien concedit aquests jocs a Chicago, però quan Saint Louis va amenaçar de crear un torneig esportiu paral·lel als jocs, aquests van ser traslladats a Saint Louis. No obstant això, els esdeveniments esportius es van estendre diversos mesos i van ser aombrats per l'exposició. A conseqüència dels alts costos del viatge, molts atletes europeus no van acudir a la cita, i tampoc va assistir el fundador de les olimpíades modernes, el Baró Pierre de Coubertin.

## Visitants famosos
A l'exposició van acudir una gran quantitat de visitants notables. Alguns d'ells van ser John Philip Sousa, la banda musical del qual va tocar en la cerimònia d'inauguració i diverses vegades al llarg de l'exposició, Scott Joplin, i Thomas Edison. El president Theodore Roosevelt va inaugurar la fira via telègraf, i no va assistir personalment a l'exposició fins a la seva reelecció el novembre de 1904, perquè va dir que no volia utilitzar l'exposició amb finalitats polítiques.

## Galeria d'imatges

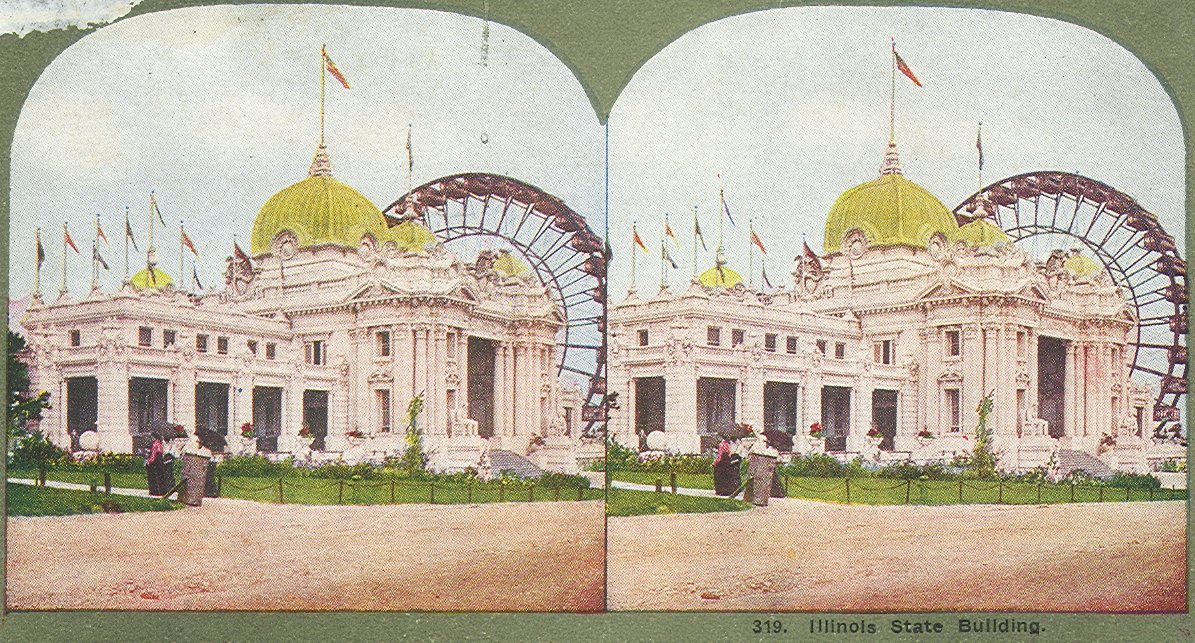
Imatge de l'edifici de l'estat d'Illinois amb la sínia darrere.
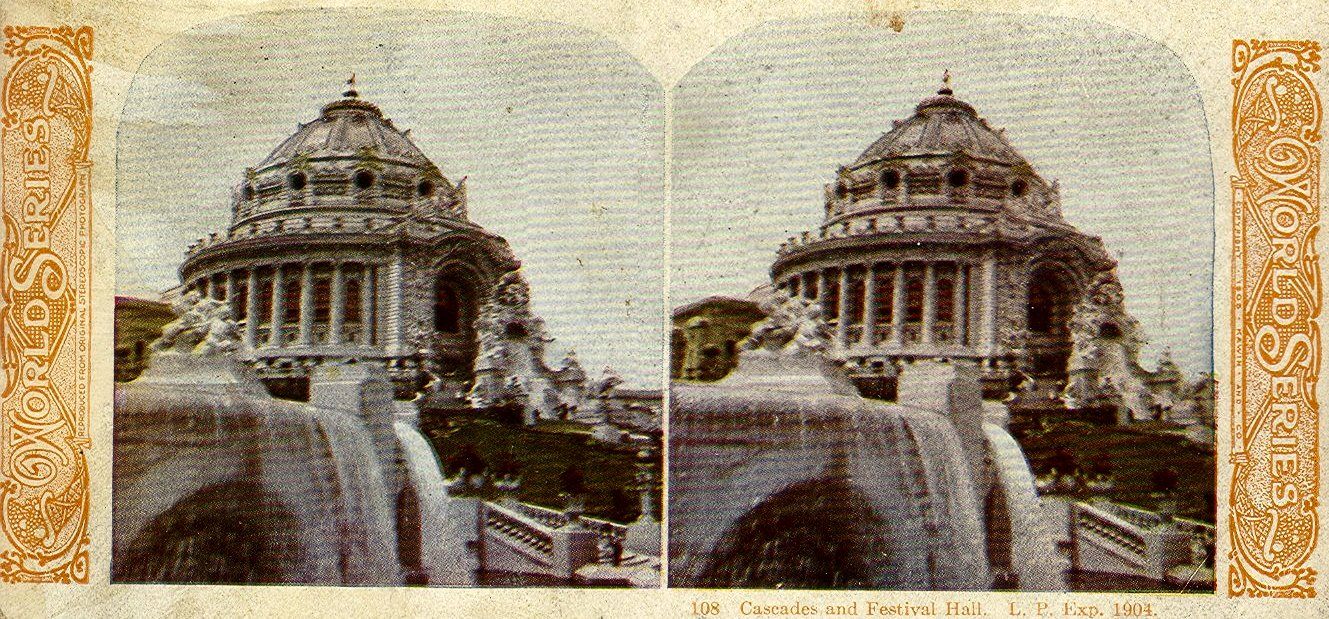
Imatge de les cascades.
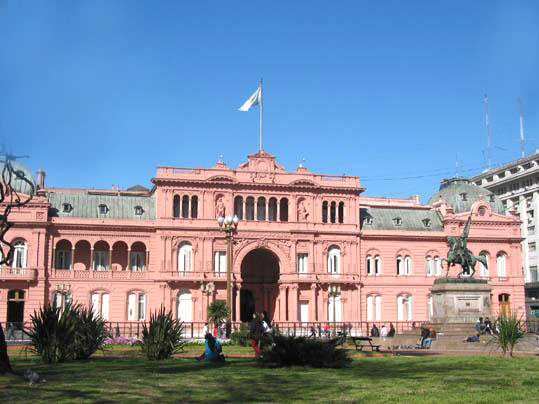
La Casa Rosada.
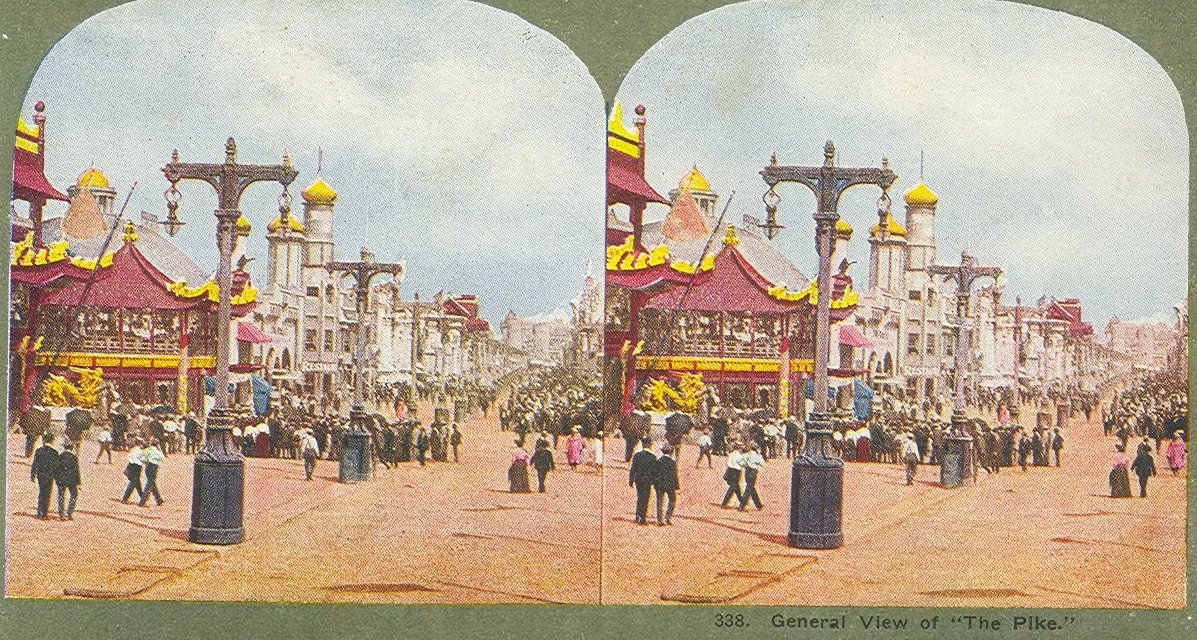
Imatge del Lucio.
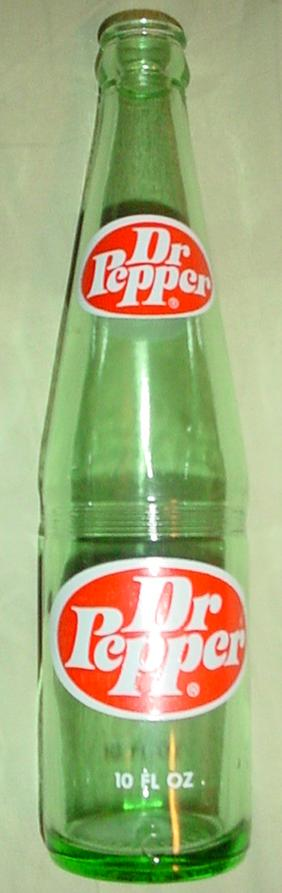
Botella de cristall de Dr Pepper.